# Radu Piękny
Radu III Piękny (rum. Radu cel Frumos; ur. ok. 1437, zm. 1475) – hospodar wołoski w latach 1462–1473, 1473–1474, 1474 i 1474–1475 z dynastii Basarabów.
Był najmłodszym ślubnym synem Włada II Diabła. W 1444 wraz z ojcem i bratem Władem (później zwanym Palownikiem) pojmany podstępem przez Turków. Spędził w Imperium osmańskim prawie dwadzieścia lat, początkowo jako zakładnik, później dobrowolnie. Powrócił do Wołoszczyzny w 1462 by z tureckim wsparciem odebrać tron swemu starszemu bratu Władowi Palownikowi. Formalnie wasal węgierski, faktycznie uzależniony był od Turcji i prowadził politykę zgodną z interesami sułtańskimi. Efektem tego był długotrwały konflikt ze Stefanem III Wielkim, hospodarem mołdawskim (mimo iż ten był jego zięciem – poślubił córkę Radu, Marię Voichitę). W 1473 Radu został obalony przez Stefana, który osadził na tronie hospodarskim kuzyna Radu, Basaraba III Starego. Radu później kilkakrotnie odzyskiwał swój tron, na który jednak powracał Basarab dzięki pomocy Stefana Wielkiego. Zmarł w 1475, prawdopodobnie na syfilis.

## Literatura
- J. Demel: Historia Rumunii. Wrocław – Warszawa – Kraków: Zakład Narodowy im. Ossolińskich – Wydawnictwo, 1970, s. 131, 133.
- J. Rajman: Encyklopedia średniowiecza. Kraków: Wydawnictwo Zielona Sowa, 2006, s. 796. ISBN 83-7435-263-9.